# مست‌علی بی‌لی
مست‌علی بی‌لی (ترکی آذربایجانی: Məstalıbəyli) یک منطقهٔ مسکونی در جمهوری آرتساخ است که در استان هادروت واقع شده‌است.